# Digitale telefonie
Digitale telefonie is een vrij algemene term voor telefonieverkeer dat getransporteerd wordt op een digitale manier. Sinds de jaren 80 is het oorspronkelijk analoge telefoonnetwerk gedigitaliseerd.

## Digitalisering van het netwerk

### Circuitgeschakeld analoog telefoonnetwerk
In het oorspronkelijk analoge telefoonnetwerk werden aansluitingen door middel van koperdraad aangesloten op een telefooncentrale. De telefooncentrale was verantwoordelijk voor het maken van de verbinding en was hiervoor met andere centrales verbonden. Over één koperdraad konden meerdere gespreken worden geleid door middel van frequentiemultiplexing, dat wil zeggen, ieder gesprek kreeg op de draad een deel van de beschikbare frequentieruimte tot zijn beschikking.
Het analoge telefoonnetwerk was een circuitgeschakeld netwerk, wat betekent dat een vast communicatiekanaal van de beller naar de gebelde opgebouwd wordt.
Digitale netwerken hebben voordelen ten opzichte van een analoog netwerk, maar het grootste voordeel van een digitaal netwerk is de geluidskwaliteit; bij een analoog telefoonnetwerk neemt de geluidskwaliteit af naarmate de gesprekspartner verder verwijderd is, bij een digitaal netwerk is deze constant.
Het analoge telefonienetwerk is afgeschaft.

### Tijdgeschakeld digitaal telefoonnetwerk
In een tijdgeschakeld digitaal telefoonnetwerk wordt het spraaksignaal gedigitaliseerd waarbij een digitale datastroom ontstaat. Deze datastromen in datapakketjes verdeeld, en deze pakketjes worden netjes op hun beurt over de verbindingen tussen de telefooncentrales geleid. Er is een zachte garantie dat de pakketjes niet verloren gaan en een harde garantie dat ze in de juiste volgorde op de bestemming worden afgeleverd.
De meeste telefoonnetwerken zijn vandaag de dag tijdgeschakeld.

### Pakketgeschakeld digitaal telefoonnetwerk
In een pakketgeschakeld telefoonnetwerk wordt het signaal wederom gedigitaliseerd en in pakketjes verdeeld. Deze pakketjes worden vervolgens in een pakketgeschakeld netwerk verstuurd. Een pakketgeschakeld netwerk levert individuele pakketjes op de bestemming af. Er wordt geen enkele moeite gedaan om de beschikbare capaciteit eerlijk te verdelen, te garanderen dat de pakketjes aankomen of te garanderen dat ze in de juiste volgorde aankomen. Indien pakketjes vertraagd aankomen, verloren gaan of in de verkeerde volgorde aankomen zal de telefoon tijdelijk storen.
Pakketgeschakelde netwerken zijn vanwege hun eigenschappen niet erg geschikt voor telefonie. Toch zijn ze erg populair omdat het internet een pakketgeschakeld netwerk is, waarmee goedkoop over lange afstanden gecommuniceerd kan worden.

## Digitalisering van de klantaansluiting
Aanvankelijk speelde de digitalisering van het telefoonnetwerk zich louter in de verbindingen tussen telefooncentrales af. Aansluitend is werk gemaakt van het digitaliseren van de verbinding van de telefoon naar de centrale.

### ISDN
ISDN is een techniek waarmee normaal gesproken verbinding gemaakt wordt over een tijdgeschakeld digitaal telefoonnetwerk. Bij ISDN kunnen over één koperdraad meerdere telefoonlijnen geïmplementeerd worden. Bij de veelgebruikte ISDN-2-aansluiting worden twee lijnen, plus een besturingskanaal over de telefoonlijn geïmplementeerd. ISDN-lijnen hebben doorgaans een goede gesprekskwaliteit, goede betrouwbaarheid en veel functionaliteit. Ze worden doorgaans gecombineerd met een kleine telefooncentrale, waardoor intern gebeld en doorverbonden kan worden.

### VoIP
Bij VoIP wordt direct aangesloten op een pakketgeschakeld netwerk, er is geen sprake van een telefooncentrale meer. Een VoIP-telefoon genereert direct internetverkeer dat verstuurd wordt. Omdat pakketgeschakelde netwerken niet gemaakt zijn voor telefonietoepassingen dient men over een relatief hoogwaardige internetverbinding te beschikken met voldoende reservecapaciteit, waardoor de kans dat pakketjes niet of vertraagd aankomen geminimaliseerd wordt. VoIP kenmerkt zich door lage gesprekskosten.

### VoDSL
Bij VoDSL wordt over een ADSL-verbinding naast een internetverbinding een telefonieverbinding geïmplementeerd. Het is een tijdgeschakeld systeem op basis van ATM. De internetverbinding wordt bij de internetaanbieder overgezet op het pakketgeschakelde internet, terwijl de telefonieverbinding op het tijdgeschakeld telefoonnetwerk aangesloten wordt. De telefoonverbinding en internetverbinding kunnen elkaar niet beïnvloeden. VoDSL is een techniek waar, net als bij VoIP, telefonie en internet over één infrastructuur aangeboden kunnen worden.

### Kabeltelefonie
Kabeltelefonie geschiedt door gebruikmaking van EuroDOCSIS. Via een kabelmodem wordt een analoge telefoon aangesloten op het netwerk. EuroDOCSIS is een pakketgeschakeld netwerk waarbij internet- en telefoonverkeer elkaar kunnen beïnvloeden. Om de nadelen van pakketgeschakelde netwerken te ondervangen zijn bij EuroDOCSIS voorzieningen ingebouwd om de kans te verkleinen dat telefonieverkeer gestoord wordt door ander internetverkeer.
Hier spreken we ook over VoIP. De meest gebruikte VoIP protocollen in een kabelnetwerk zijn SIP ( Session Initiation Protocol) en MGCP (Meadia Gateway Control Protocol).